# Atanycolus nigropyga
Atanycolus nigropyga är en stekelart som beskrevs av Roy D. Shenefelt 1943. Atanycolus nigropyga ingår i släktet Atanycolus och familjen bracksteklar. Inga underarter finns listade.